# Perché ho ucciso Pierre
Perché ho ucciso Pierre (Pourquoi j'ai tué Pierre) è un fumetto francese di Olivier Ka, che ne ha curato la sceneggiatura, e Alfred, disegnatore. L'opera, basata su esperienze reali dell'autore, tratta del tema della pedofilia. Il titolo allude a come Olivier, protagonista del suo stesso fumetto, cerchi di uccidere il colpevole dell'abuso in maniera metaforico-simbolica. Uscito i Francia nel 2006 grazie all'editore Guy Delcourt, in Italia è stato tradotto da Tunué, edito nel 2009. Il fumetto ha vinto il Prix du public e il Prix essentiel al Festival International de la Bande Dessinée 2007 di Angoulême.

## Trama
Olivier è figlio di due genitori di tendenze progressiste ed anticonvenzionali di ispirazione hippie. È un bambino vivace che trascorre molte delle sue estati con pii nonni che, conosciuto un prete ben diverso dai soliti vecchi seriosi, lo presentano al nipote e alla sua famiglia. Pierre, questo è il nome, si dimostra essere un prete “burlone”, amichevole e tutt'altro che intransigente e, dopo aver fraternizzato con la famiglia di Olivier, trascorre sempre più tempo come ospite ed amico di famiglia.
Olivier inizia a frequentare il campo estivo cui lo ha invitato Pierre e trova l'esperienza fantastica finché, raggiunta ormai la soglia dei dodici anni, Pierre abusa subdolamente del ragazzino.
Confuso ed ancora incapace di dare peso all'avvenimento, Olivier riesce tuttavia a rifiutare le attenzioni del prete, ormai percepito come una pericolosa presenza ostile.
Trascorsi ormai molti anni, Olivier è divenuto un uomo, uno scrittore e sceneggiatore padre di famiglia, ma il ricordo dell'abuso subito non si è cancellato: invitato ad un matrimonio, Olivier di fronte al prete ha un vero e proprio attacco di panico, rivivendo nella chiesa e proprio durante la cerimonia il proprio trauma infantile.
Deciso più che mai a superare la cosa parlandone apertamente, insieme all'amico fumettista Alfred, decide di trasporre la propria esperienza in un fumetto. Quando si reca alla Joyeuse Riviere, dove trascorreva le estati, per studiare meglio il luogo in vista della pubblicazione dell'opera, incontra Pierre. Dopo un colloquio col prete in cui Olivier gli ha mostrato la prima bozza, se ne va, ancora confuso e frustrato ma senza lasciare che Pierre viva senza lo stesso fardello.